# ASMP
ASMP (franska: Air-Sol Moyenne Portée) är en fransk kärnvapenbärande attackrobot.

## Historia
ASMP började utvecklas 1976 som två konkurrerande projekt, en ramjet-driven robot som designades av Aérospatiale och en jetmotor-driven utvecklad av Matra. Aérospatiales robot vann upphandlingen och flygprov påbörjades 1978. Utvecklingen fördröjdes av att Aérospatiales inte hade någon tidigare erfarenhet av ramjetdrift, men 1986 togs ASMP i tjänst med Mirage IVP som vapenbärare och 1988 Mirage 2000N. Dessa flygplan var specialbyggda varianter av Mirage IV och Mirage 2000 avsedda som just bärare av ASMP-roboten.
År 1987 påbörjades en studie tillsammans med Storbritannien för en ny robot med beteckningen ASLP (Air-Sol Longue Portée) baserad på ASMP för att ersätta WE.177, men Storbritannien drog sig ur projektet 1993. År 1996 lade även Frankrike ner ASLP-projektet, men beslöt samtidigt att erfarenheterna från projektet skulle tas till vara i en uppgraderad variant av ASMP. Den nya roboten ASMP-A (Air-Sol Moyenne Portée-Amélioré) provsköts 2006. En serie om 79 robotar beställdes 2007 och roboten togs i tjänst 2009.